# Albi della Nuova Collana Araldo (seconda serie)
Quello che segue è l'elenco degli albi della Nuova Collana Araldo, comunemente detta Collana Araldo - Seconda serie. Tutti gli albi sono stati scritti e disegnati dal trio EsseGesse.
| Indice 1966 1967 1968 1969 1970 1971 1972 1973 1974 1975 1976 1977 1978 1979 1980 1981 1982 1983 1984 1985 1986 1987 1988 1989 1990 |

## 1966
| N° | Titolo              | Data di pubblicazione |
| -- | ------------------- | --------------------- |
| 1  | Il Comandante Mark  | settembre 1966        |
| 2  | I lupi dell'Ontario | ottobre 1966          |
| 3  | La baia del tuono   | novembre 1966         |
| 4  | Il corsaro          | dicembre 1966         |

## 1967
| N° | Titolo                 | Data di pubblicazione |
| -- | ---------------------- | --------------------- |
| 5  | I traditori            | gennaio 1967          |
| 6  | L'avamposto degli eroi | febbraio 1967         |
| 7  | La trappola            | marzo 1967            |
| 8  | Mister Bluff           | aprile 1967           |
| 9  | Wobak                  | maggio 1967           |
| 10 | Lo stregone bianco     | giugno 1967           |
| 11 | Sfida alla morte       | luglio 1967           |
| 12 | I predoni del lago     | agosto 1967           |
| 13 | Allarme al forte       | settembre 1967        |
| 14 | Allo sbaraglio         | ottobre 1967          |
| 15 | La nave fantasma       | novembre 1967         |
| 16 | L'uomo senza volto     | dicembre 1967         |

## 1968
| N° | Titolo               | Data di pubblicazione |
| -- | -------------------- | --------------------- |
| 17 | Frecce Rosse         | gennaio 1968          |
| 18 | I valorosi           | febbraio 1968         |
| 19 | Lo scozzese          | marzo 1968            |
| 20 | Lo scudo sacro       | aprile 1968           |
| 21 | Il leone nero        | maggio 1968           |
| 22 | La carica            | giugno 1968           |
| 23 | La roccia tremante   | luglio 1968           |
| 24 | Il dio della guerra  | agosto 1968           |
| 25 | Il samurai           | settembre 1968        |
| 26 | Il messaggio segreto | ottobre 1968          |
| 27 | Il patto degli eroi  | novembre 1968         |
| 28 | L'ultima freccia     | dicembre 1968         |

## 1969
| N° | Titolo                       | Data di pubblicazione |
| -- | ---------------------------- | --------------------- |
| 29 | Il covo delle spie           | gennaio 1969          |
| 30 | La jena di Sikawar           | febbraio 1969         |
| 31 | L'orsa maggiore              | marzo 1969            |
| 32 | La tigre della Martinica     | aprile 1969           |
| 33 | L'arma diabolica             | maggio 1969           |
| 34 | Nel campo indiano            | giugno 1969           |
| 35 | Le furie umane               | luglio 1969           |
| 36 | Il segreto di Lambert        | agosto 1969           |
| 37 | Walkirius il grande          | settembre 1969        |
| 38 | La vendetta di Krisna        | ottobre 1969          |
| 39 | La leggenda di Naso di Cuoio | novembre 1969         |
| 40 | L'uomo ombra                 | dicembre 1969         |

## 1970
| N° | Titolo                | Data di pubblicazione |
| -- | --------------------- | --------------------- |
| 41 | Uno strano cacciatore | gennaio 1970          |
| 42 | Il nido dei falchi    | febbraio 1970         |
| 43 | I pirati              | marzo 1970            |
| 44 | Acqua di fuoco        | aprile 1970           |
| 45 | Il tesoro della Fury  | maggio 1970           |
| 46 | El Caiman             | giugno 1970           |
| 47 | La prigioniera        | luglio 1970           |
| 48 | Il triangolo d'oro    | agosto 1970           |
| 49 | La valle fumante      | settembre 1970        |
| 50 | L'isola dei dannati   | ottobre 1970          |
| 51 | Operazione "Rabbit"   | novembre 1970         |
| 52 | Lo sterminatore       | dicembre 1970         |

## 1971
| N° | Titolo                   | Data di pubblicazione |
| -- | ------------------------ | --------------------- |
| 53 | La morte invisibile      | gennaio 1971          |
| 54 | I cannoni di Wasakin     | febbraio 1971         |
| 55 | Il marchio degli Skinner | marzo 1971            |
| 56 | Nuovi alleati            | aprile 1971           |
| 57 | I diavoli del fiume      | maggio 1971           |
| 58 | Lo scoglio stregato      | giugno 1971           |
| 59 | La strage di Wata-Wata   | luglio 1971           |
| 60 | L'amico Scomparso        | agosto 1971           |
| 61 | Avventura a Portorico    | settembre 1971        |
| 62 | L'infame supplizio       | ottobre 1971          |
| 63 | La strega di Endor       | novembre 1971         |
| 64 | Il duello                | dicembre 1971         |

## 1972
| N° | Titolo                  | Data di pubblicazione |
| -- | ----------------------- | --------------------- |
| 65 | I battellieri           | gennaio 1972          |
| 66 | Il re della palude      | febbraio 1972         |
| 67 | La statua che uccide    | marzo 1972            |
| 68 | Gli eredi dello spettro | aprile 1972           |
| 69 | Ombre nella notte       | maggio 1972           |
| 70 | La pista della vendetta | giugno 1972           |
| 71 | I quattro complici      | luglio 1972           |
| 72 | Tragico riscatto        | agosto 1972           |
| 73 | Butler Pascià           | settembre 1972        |
| 74 | Il seme dell'odio       | ottobre 1972          |
| 75 | Il mistero di Fairville | novembre 1972         |
| 76 | Oro maledetto           | dicembre 1972         |

## 1973
| N° | Titolo                         | Data di pubblicazione |
| -- | ------------------------------ | --------------------- |
| 77 | La banda di Black Jim          | gennaio 1973          |
| 78 | La quarta vittima              | febbraio 1973         |
| 79 | Un colpo di pistola            | marzo 1973            |
| 80 | Missione a Lone-Hill           | aprile 1973           |
| 81 | L'agente segreto               | maggio 1973           |
| 82 | Lo zar dei Caraibi             | giugno 1973           |
| 83 | Il fantomatico Kelly           | luglio 1973           |
| 84 | Un funerale per Mark           | agosto 1973           |
| 85 | Il totem dei Cayugas           | settembre 1973        |
| 86 | Il mistero delle volpi bianche | ottobre 1973          |
| 87 | La fossa della morte           | novembre 1973         |
| 88 | La carta vincente              | dicembre 1973         |

## 1974
| N°  | Titolo                        | Data di pubblicazione |
| --- | ----------------------------- | --------------------- |
| 89  | Il mare degli agguati         | gennaio 1974          |
| 90  | L'enigma Delle tre tombe      | febbraio 1974         |
| 91  | L'incubo del boia             | marzo 1974            |
| 92  | L'uomo di Oriskany            | aprile 1974           |
| 93  | La vedova nera                | maggio 1974           |
| 94  | La forca attende              | giugno 1974           |
| 95  | I ribelli della foresta       | luglio 1974           |
| 96  | Agguato nelle Antille         | agosto 1974           |
| 97  | La schiava dello sceicco      | settembre 1974        |
| 98  | I negrieri della costa        | ottobre 1974          |
| 99  | Il fuggiasco senza nome       | novembre 1974         |
| 100 | La storia del Comandante Mark | dicembre 1974         |

## 1975
| N°  | Titolo                    | Data di pubblicazione |
| --- | ------------------------- | --------------------- |
| 101 | Il forte del massacro     | gennaio 1975          |
| 102 | Gli ostaggi               | febbraio 1975         |
| 103 | Il trono di sangue        | marzo 1975            |
| 104 | Il risveglio della mummia | aprile 1975           |
| 105 | Il regno senza tempo      | maggio 1975           |
| 106 | Le scimmie sacre          | giugno 1975           |
| 107 | Ritorno a Forte Ontario   | luglio 1975           |
| 108 | L'occhio del cielo        | agosto 1975           |
| 109 | Spartacus                 | settembre 1975        |
| 110 | L'assedio                 | ottobre 1975          |
| 111 | Il segreto dei Rosacroce  | novembre 1975         |
| 112 | L'arma decisiva           | dicembre 1975         |

## 1976
| N°  | Titolo                      | Data di pubblicazione |
| --- | --------------------------- | --------------------- |
| 113 | Una lettera per il generale | gennaio 1976          |
| 114 | Il disertore                | febbraio 1976         |
| 115 | L'idolo africano            | marzo 1976            |
| 116 | La torre stregata           | aprile 1976           |
| 117 | L'estremo sacrificio        | maggio 1976           |
| 118 | Odio implacabile            | giugno 1976           |
| 119 | Debito di sangue            | luglio 1976           |
| 120 | L'esca umana                | agosto 1976           |
| 121 | Uno strano lord             | settembre 1976        |
| 122 | L'incubo Di Uriel           | ottobre 1976          |
| 123 | Bixby il terribile          | novembre 1976         |
| 124 | L'isola maledetta           | dicembre 1976         |

## 1977
| N°  | Titolo                   | Data di pubblicazione |
| --- | ------------------------ | --------------------- |
| 125 | La resa                  | gennaio 1977          |
| 126 | Il giorno della strage   | febbraio 1977         |
| 127 | Lo scalpato              | marzo 1977            |
| 128 | La magia di gufo triste  | aprile 1977           |
| 129 | Il falso mercante        | maggio 1977           |
| 130 | Gli schiavi della palude | giugno 1977           |
| 131 | Il segreto del monco     | luglio 1977           |
| 132 | Il fantasma dell'abisso  | agosto 1977           |
| 133 | La beffa di Mark         | settembre 1977        |
| 134 | Satan l'implacabile      | ottobre 1977          |
| 135 | Missione suicida         | novembre 1977         |
| 136 | I denti del diavolo      | dicembre 1977         |

## 1978
| N°  | Titolo                      | Data di pubblicazione |
| --- | --------------------------- | --------------------- |
| 137 | I piani segreti             | gennaio 1978          |
| 138 | Il tradimento del morto     | febbraio 1978         |
| 139 | Gli ussari                  | marzo 1978            |
| 140 | È scomparso Mister Bluff!   | aprile 1978           |
| 141 | La setta degli implacabili  | maggio 1978           |
| 142 | La rocca del terrore        | giugno 1978           |
| 143 | La luna volante             | luglio 1978           |
| 144 | Mark deve morire            | agosto 1978           |
| 145 | Il segreto della chiromante | settembre 1978        |
| 146 | La rivolta degli Uroni      | ottobre 1978          |
| 147 | Agli ordini di Washington   | novembre 1978         |
| 148 | La strega nera              | dicembre 1978         |

## 1979
| N°  | Titolo                  | Data di pubblicazione |
| --- | ----------------------- | --------------------- |
| 149 | Trappola diabolica      | gennaio 1979          |
| 150 | I sicari del monco      | febbraio 1979         |
| 151 | Il mistero della zarina | marzo 1979            |
| 152 | Una tomba in più        | aprile 1979           |
| 153 | Evasi allo sbaraglio    | maggio 1979           |
| 154 | Il segreto dei Boyne    | giugno 1979           |
| 155 | Tragica recita          | luglio 1979           |
| 156 | I tre profeti           | agosto 1979           |
| 157 | La nave dei disperati   | settembre 1979        |
| 158 | Terrore nero            | ottobre 1979          |
| 159 | Fuga dall'inferno       | novembre 1979         |
| 160 | L'eredità di sangue     | dicembre 1979         |

## 1980
| N°  | Titolo                   | Data di pubblicazione |
| --- | ------------------------ | --------------------- |
| 161 | La diabolica coppia      | gennaio 1980          |
| 162 | La casa dell'orrore      | febbraio 1980         |
| 163 | Il vascello di fuoco     | marzo 1980            |
| 164 | Il traditore             | aprile 1980           |
| 165 | Il Signore del male      | maggio 1980           |
| 166 | Efraim il gigante        | giugno 1980           |
| 167 | L'uomo della cicatrice   | luglio 1980           |
| 168 | La strage dei Solomon    | agosto 1980           |
| 169 | Tre brave canaglie       | settembre 1980        |
| 170 | Il rito di sangue        | ottobre 1980          |
| 171 | I predoni del lago       | novembre 1980         |
| 172 | Il testamento rivelatore | dicembre 1980         |

## 1981
| N°  | Titolo                    | Data di pubblicazione |
| --- | ------------------------- | --------------------- |
| 173 | Partita con Il Morto      | gennaio 1981          |
| 174 | I fratelli della vendetta | febbraio 1981         |
| 175 | La terza canaglia         | marzo 1981            |
| 176 | Infame ricatto            | aprile 1981           |
| 177 | La follia di Rainbouw     | maggio 1981           |
| 178 | I dragoni della regina    | giugno 1981           |
| 179 | Requiem per una spia      | luglio 1981           |
| 180 | Piombo e profezie         | agosto 1981           |
| 181 | La ciurma dei morti       | settembre 1981        |
| 182 | Votati al massacro        | ottobre 1981          |
| 183 | Una tigre tra i lupi      | novembre 1981         |
| 184 | Fantasmi e stregoni       | dicembre 1981         |

## 1982
| N°  | Titolo                    | Data di pubblicazione |
| --- | ------------------------- | --------------------- |
| 185 | Guerra sul mare           | gennaio 1982          |
| 186 | La sfida del fuoco        | febbraio 1982         |
| 187 | Un nemico da salvare      | marzo 1982            |
| 188 | L'uomo dalla balestra     | aprile 1982           |
| 189 | Sogno di un delitto       | maggio 1982           |
| 190 | La guarnigione scomparsa  | giugno 1982           |
| 191 | La notte degli impiccati  | luglio 1982           |
| 192 | Naso tagliato             | agosto 1982           |
| 193 | La stele che uccide       | settembre 1982        |
| 194 | Appuntamento con la morte | ottobre 1982          |
| 195 | Il battello infuocato     | novembre 1982         |
| 196 | I diavoli Fitzroy         | dicembre 1982         |

## 1983
| N°  | Titolo                      | Data di pubblicazione |
| --- | --------------------------- | --------------------- |
| 197 | La valle degli scheletri    | gennaio 1983          |
| 198 | I razziatori                | febbraio 1983         |
| 199 | Destinazione ignota         | marzo 1983            |
| 200 | Sete!                       | aprile 1983           |
| 201 | Guerra di spie              | maggio 1983           |
| 202 | Caccia spietata             | giugno 1983           |
| 203 | Il fiume dei mostri         | luglio 1983           |
| 204 | La Regina dei serpenti      | agosto 1983           |
| 205 | I due rinnegati             | settembre 1983        |
| 206 | L'indemoniato               | ottobre 1983          |
| 207 | L'ombra del Disonore        | novembre 1983         |
| 208 | L'imperatore dell'Atlantico | dicembre 1983         |

## 1984
| N°  | Titolo                    | Data di pubblicazione |
| --- | ------------------------- | --------------------- |
| 209 | La montagna maledetta     | gennaio 1984          |
| 210 | La congiura dei cinque    | febbraio 1984         |
| 211 | I forzati della miniera   | marzo 1984            |
| 212 | Evasione!                 | aprile 1984           |
| 213 | Spettri del passato       | maggio 1984           |
| 214 | Il convento dei demoni    | giugno 1984           |
| 215 | Una trappola per Mark     | luglio 1984           |
| 216 | I cavalieri di Re Artù    | agosto 1984           |
| 217 | I forzieri di Artemus     | settembre 1984        |
| 218 | Territorio indiano        | ottobre 1984          |
| 219 | Il figlio di Mister Bluff | novembre 1984         |
| 220 | Lo spirito di Kennebec    | dicembre 1984         |

## 1985
| N°  | Titolo                    | Data di pubblicazione |
| --- | ------------------------- | --------------------- |
| 221 | La casa di Belzebù        | gennaio 1985          |
| 222 | Chi ha ucciso Ulysses     | febbraio 1985         |
| 223 | I fucilieri di Donovan    | marzo 1985            |
| 224 | L'agguato di mezzanotte   | aprile 1985           |
| 225 | Un cadavere pericoloso    | maggio 1985           |
| 226 | Lo sciacallo              | giugno 1985           |
| 227 | A prezzo della vita       | luglio 1985           |
| 228 | La follia di Bukner       | agosto 1985           |
| 229 | La setta dei traditori    | settembre 1985        |
| 230 | Eroica alleanza           | ottobre 1985          |
| 231 | Le jene di Giosafat       | novembre 1985         |
| 232 | Il prigioniero dell'isola | dicembre 1985         |

## 1986
| N°  | Titolo                      | Data di pubblicazione |
| --- | --------------------------- | --------------------- |
| 233 | Intrigo a Montego-Bay       | gennaio 1986          |
| 234 | Kidd il crudele             | febbraio 1986         |
| 235 | Testimone d'accusa          | marzo 1986            |
| 236 | L'ultimo assalto            | aprile 1986           |
| 237 | La fortezza del mistero     | maggio 1986           |
| 238 | La grande truffa            | giugno 1986           |
| 239 | Tortura!                    | luglio 1986           |
| 240 | Gli invasati                | agosto 1986           |
| 241 | Delitto al faro abbandonato | settembre 1986        |
| 242 | La ragazza rapita           | ottobre 1986          |
| 243 | Uno sporco gioco            | novembre 1986         |
| 244 | Sotto due bandiere          | dicembre 1986         |

## 1987
| N°  | Titolo                 | Data di pubblicazione |
| --- | ---------------------- | --------------------- |
| 245 | Veleno!                | gennaio 1987          |
| 246 | Il mercante di morte   | febbraio 1987         |
| 247 | Il violinista fantasma | marzo 1987            |
| 248 | La vendicatrice        | aprile 1987           |
| 249 | Colpo di stato         | maggio 1987           |
| 250 | Crotalo Rosso          | giugno 1987           |
| 251 | I gioielli del Rajah   | luglio 1987           |
| 252 | Minaccia sull'Ontario  | agosto 1987           |
| 253 | La caverna dei Maya    | settembre 1987        |
| 254 | Il prezzo del riscatto | ottobre 1987          |
| 255 | La luce nera           | novembre 1987         |
| 256 | La figlia del sole     | dicembre 1987         |

## 1988
| N°  | Titolo                        | Data di pubblicazione |
| --- | ----------------------------- | --------------------- |
| 257 | La taglia                     | gennaio 1988          |
| 258 | Tradimento!                   | febbraio 1988         |
| 259 | L'abisso di ghiaccio          | marzo 1988            |
| 260 | I due colonnelli              | aprile 1988           |
| 261 | L'avamposto di Passo di Lupo  | maggio 1988           |
| 262 | Il sepolcro del vichingo      | giugno 1988           |
| 263 | Guerriglia sul Mohawk         | luglio 1988           |
| 264 | L'alleato misterioso          | agosto 1988           |
| 265 | Il talismano perduto          | settembre 1988        |
| 266 | L'ombra del patibolo          | ottobre 1988          |
| 267 | Trappola mortale              | novembre 1988         |
| 268 | I guerrieri della palude nera | dicembre 1988         |

## 1989
| N°  | Titolo                     | Data di pubblicazione |
| --- | -------------------------- | --------------------- |
| 269 | La stella del sud          | gennaio 1989          |
| 270 | La principessa indiana     | febbraio 1989         |
| 271 | Il diario scomparso        | marzo 1989            |
| 272 | Le belve del profeta       | aprile 1989           |
| 273 | I deportati di Barbados    | maggio 1989           |
| 274 | La pazza di Ithaca         | giugno 1989           |
| 275 | Il re dei ladri            | luglio 1989           |
| 276 | Il signore delle battaglie | agosto 1989           |
| 277 | Corte marziale             | settembre 1989        |
| 278 | Gli immortali              | ottobre 1989          |
| 279 | Il ponte di Tuskalà        | novembre 1989         |
| 280 | La grande corsa            | dicembre 1989         |

## 1990
| N°  | Titolo            | Data di pubblicazione |
| --- | ----------------- | --------------------- |
| 281 | L'ultima Vittoria | gennaio 1990          |